# Linothele dubia
Linothele dubia är en spindelart som först beskrevs av Lodovico di Caporiacco 1947.  Linothele dubia ingår i släktet Linothele och familjen Dipluridae.
Artens utbredningsområde är Guyana. Inga underarter finns listade i Catalogue of Life.